# جبل حبشي (حائل)
جبل حبشي، أحد جبال منطقة حائل الواقعة شمال المملكة العربية السعودية، يقع الجبل بالقرب من قرية العظيم جنوب شرق مدينة حائل على بعد 120 كيلاً، ويقع أيضاً شرق بلدة سميراءكما يقع منهل التوزي في غربه.

## آثار الجبل
تشير الشواهد الأثرية المكتشفة في الموقع إلى أنه كان مستوطنًا منذ عصور ماقبل التاريخ، فقد عثر فيه على مجموعة متنوعة من الأدوات الحجرية، من بينها الفؤوس والمكاشط والمثاقب ورؤس السهام الحجرية، وجميعها تنتمي إلى تقنبة الصناعات الحجرية التي انتشرت في المنطقة خلال العصر الحجري الحديث.
وقد لفت الموقع الأنظار في عام 1387 هـ، عندما عُثر بجواره على بعض السيوف والشلف، وتعد منطقة الجبل منطقة غنية بآثارها فهي عبارة عن مجموعة من المخازن والدوائر الحجرية والأبراج والمقابر التي أرجع تاريخها إلى ما قبل الميلاد.

## انظر ايضاً
- حائل
- أجا وسلمى

## وصلات خارجية
- جبل حبشي (حائل) آثار الجبل.